# 宝塚市立長尾南小学校
宝塚市立長尾南小学校（たからづかしりつ ながおみなみしょうがっこう）は、兵庫県宝塚市山本南2丁目に所在する公立小学校。

## 通学区域
- 山本南1丁目～3丁目、平井7丁目、山本丸橋1丁目・2丁目、3丁目(1番地～12番地、22～39番地、1番、2番1号～26号、2番62号～68号、4番)、口谷西1丁目、2丁目、3丁目(1番地～28番地、29番地4、29番地12～30、29番地50～53、29番地63～64、29番地66～74、1番～7番、9番～11番)、口谷東1丁目、2丁目、3丁目(15番地～26番地、1番)、南ひばりガ丘2丁目(6番～9番、11番～14番)、南ひばりガ丘3丁目[1]

※卒業後は基本的に宝塚市立長尾中学校若しくは宝塚市立南ひばりガ丘中学校に進学する。

## 通学区域が隣接している学校
- 宝塚市立長尾小学校
- 伊丹市立天神川小学校
- 宝塚市立丸橋小学校
- 川西市立加茂小学校